# Deniz Can Aktaş
Deniz Can Aktaş (* 28. Juli 1993 in Istanbul) ist ein türkischer Schauspieler.

## Leben und Karriere
Aktaş wurde am 28. Juli 1993 in Istanbul geboren. Seine Familie stammt aus İnebolu. Er studierte an der Pîrî Reis Üniversitesi. Sein Debüt gab er 2015 in der Fernsehserie Tatlı Küçük Yalancılar. 2017 trat Aktaş in der Serie Avlu auf. Seine erste Hauptrolle bekam er in Aşk Ağlatır. Zwischen 2020 und 2021 hatte er eine Rolle in Menajerimi Ara. 2022 spielte er eine Hauptrolle in Kasaba Doktoru mit Hazal Subaşı. Seit 2023 spielt er in der Serie Hudutsuz Sevda mit seinem Co-Star Miray Daner.

## Filmografie
Filme
- 2022: Bandırma Füze Kulübü

Serien
- 2015: Tatlı Küçük Yalancılar
- 2016–2017: Hayat Bazen Tatlıdır
- 2017: Nerdesin Birader
- 2018: Avlu
- 2019: Aşk Ağlatır
- 2020–2021: Menajerimi Ara
- 2022: Kasaba Doktoru
- 2023: Hudutsuz Sevda